# Nossa Senhora da Consolação
La Nossa Senhora da Consolação fu una caracca portoghese impiegata sulla Carreira da Índia. Andò persa per incendio nel giugno 1608, durante l'assedio olandese alla di fortezza di São Sebastião sull'isola di Mozambico.

## Storia

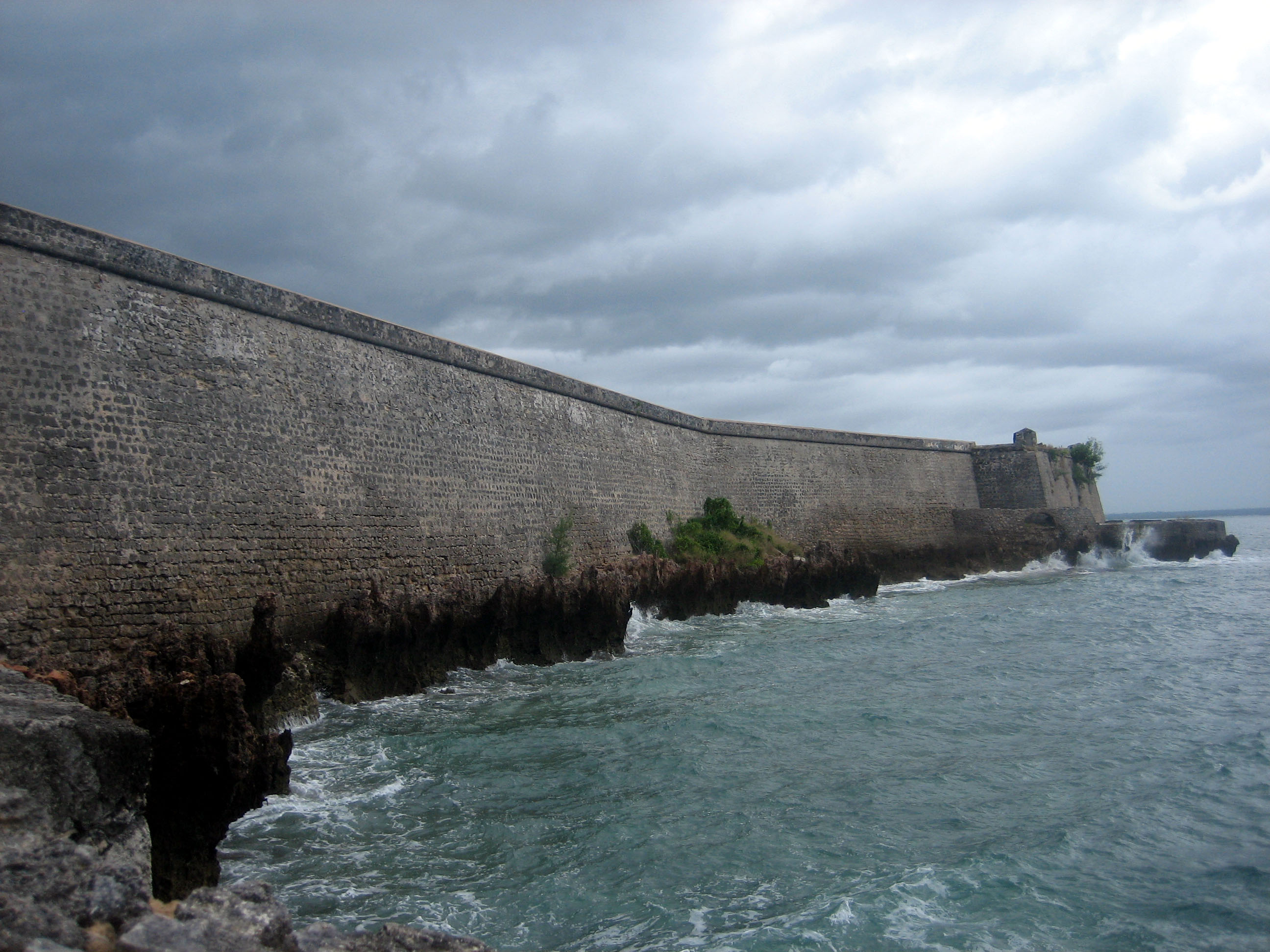
Le mura della fortezza di São Sebastião, sull'isola di Mozambico.

Nel 1581 il re Filippo II di Spagna assunse anche il titolo di Re di Portogallo e Algarve con il nome di Filippo I. All'epoca le navi portoghesi dominavano il commercio con l'India da quasi cento anni, e la riunificazione delle due corone poneva la monarchia spagnola in una posizione di dominio sul commercio di spezie e altri preziosi beni provenienti dall'Estremo Oriente. Al fine di abbattere questo monopolio furono fondate due società private: la Compagnia britannica delle Indie orientali (EIC) il 31 dicembre 1600 e la Compagnia olandese delle Indie orientali (VOC), il 20 marzo 1602. Analizzando le rotte commerciali portoghesi, le navi di queste flotte iniziarono ad inseguire i loro nemici e ad attaccarli, quando possibile, compreso un attacco contro la famosa fortezza di Malacca, fondata dai portoghesi dopo la vittoria del 1511.
Come parte di questo piano redatto dall'ammiraglio Steven van der Hagen, la flotta olandese iniziò un primo assedio all'isola di Mozambico nel 1607, attaccando la roccaforte dell'isola, la fortezza di São Sebastião, con l'intenzione di catturarla.
La prima squadra navale, composta da sette navi, al comando di Paulus van Caerden, aveva lasciato le acque di Texel (Paesi Bassi) il 20 aprile 1606, arrivando sull'isola di Mozambico il 29 marzo 1607, ed iniziando subito le operazioni per la conquista della fortezza e la cattura delle due navi portoghesi presenti nella rada.  La squadra olandese era composta dalle navi Banda (nave ammiraglia), Walcheren, Bantam, Ceylon, Ter Vere, Zierikzee e China.
Quasi due mesi prima, il 5 febbraio 1607, una flotta portoghese composta da tre navi, Nossa Senhora da Penha de França, Nossa Senhora de Jesus' e São Francisco, aveva lasciato Lisbona sotto il comando di Dom Jerónimo Coutinho e fatto rotta per il Mozambico. Non essendo a conoscenza di questo fatto, van Caerden si portò alle isole Comore al fine di eseguire lavori di raddobbo e completare i rifornimenti, lasciando completamente libere le acque attorno all'isola di Mozambico. Quando vi ritornò il 4 agosto, fu solo per scoprire che durante la sua assenza la flotta portoghese era entrata nel porto e poi aveva ripreso il viaggio verso Goa. 
Non essendo riuscito a conquistare la fortezza e a tendere un'imboscata alla flotta nemica, van Caerden lasciò le acque dell'isola di Mozambico il 20 agosto nel tentativo di inseguire le navi portoghesi in viaggio per l'India. Con l'eccezione del São Francisco, perduto per naufragio all'ingresso del porto dell'isola di Mozambico, tutte le altre arrivarono senza problemi a Goa.
La Nossa Senhora da Consolação faceva parte della seconda flotta portoghese, composta da quattro navi al comando di João Correia de Sousa, salpate da Lisbona il 23 febbraio 1607, che arrivarono nelle acque del Mozambico il 24 settembre dello stesso anno. Le altre navi della flotta erano i galeoni São Felipe e Santiago e  Santo André e la caracca Nossa Senhora do Loreto. Essendo la flotta arrivata in Mozambico troppo tardi per potere riprendere la rotta verso l'India in sicurezza, in quanto si stava avvicinando il periodo del monsoni, il carico, in particolare il denaro, che per la Nossa Senhora da Consolação ammontava alla cifra di 10.000 cruzados, venne immagazzinato all'interno della fortezza.
Una seconda flotta olandese, composta da nove navi al comando di Pieter Willemsz Verhoeff, aveva lasciato i Paesi Bassi il 22 dicembre 1607, ufficialmente per una missione commerciale, ma con ordini segreti di cercare e attaccare la flotta portoghese che aveva lasciato Lisbona nel 1607 ed era arrivata in India, così come la flotta che aveva lasciato Lisbona prima dell'arrivo della squadra navale olandese al comando di Jacob van Heemskerck con il compito pianificato di bloccare l'estuario del fiume Tago nel 1608. All'arrivo presso l'isola di Mozambico il 28 luglio 1608, Verhoeff constatò che la fortezza non era stata conquistata da van Caerden nel 1607 e che il Nossa Senhora da Consolação e almeno un'altra nave della Carreira da Índia erano ancorate nel suddetto porto. Il  Santo André era salpato regolarmente, ma andò perso durante il viaggio verso Goa il 27 maggio.
Verhoeff inviò quattro scialuppe per catturare le navi nemiche. Entrando nella baia molto vicino alla fortezza, all'estremità meridionale del canale di ingresso, e sfruttando la bassa marea primaverile, gli olandesi riuscirono a sfuggire al fuoco dei cannoni in quanto gli artiglieri non poteva mirare così in basso e catturarono le navi. Sulla Nossa Senhora da Consolação sequestrarono una parte del carico composta da avorio, zanne di elefante, vino, spezie e altri beni materiali, e presto iniziarono a tagliare i cavi di ancoraggio delle navi e a rimorchiarle fuori dalla baia. A questo punto i portoghesi avevano corretto i tiro dei loro cannoni non lasciando altra scelta agli olandesi che tagliare i cavi di rimorchio e abbandonare le due navi; il Nossa Senhora da Consolação, spinto dai venti meridionali, andò alla deriva contro le sponde settentrionali del canale dove si arenò. Impossibilitato ad organizzare il salvataggio della nave, il comandante della fortezza, Dom Estevão de Atayde, inviò una piccola scialuppa al comando dal capitano della Nossa Senhora da Consolação con l'incarico di rimuovere quanto più possibile del carico trasportato, e poi di incendiare le navi nel corso della notte per impedire agli olandesi di saccheggiarle.
Il relitto della caracca è stato localizzato nel 2001 e, denominato "sito IDM-003", ha mostrato chiari segnali di essere stato ampiamente soggetto a operazioni di recupero in passato. La prova di questo fatto è dovuta alla mancanza dei pezzi di artiglieria e di elementi di grandi dimensioni, come le ancore. C'erano alcune aree di difficile esplorazione, in quanto al momento dell'incidente si era verificato lo spostamento della zavorra sul lato di dritta del nave. La composizione dei campione di manufatti recuperati da questo relitto durante lo scavo archeologico subacqueo erano tipici di una indiaman portoghese assegnata al commercio con l'India. Porcellana cinese, anche se con poca presenza, vasi Martaban per il trasporto di spezie, una fiaschetta in ceramica di manifattura indiana, perline e pendenti ornamentali, e il sigillo di piombo con la Esfera armilar rafforza chiaramente tale ipotesi.

### Fonti
1. 1 2 3 4 5 6 7 8 9 10 11  Repositorio.
2. ↑  Bulhão Pato 1880, p. 1.
3. 1 2  Botelho de Sousa 1948, p. 83.
4. ↑  Murteira 2006, p. 114.
5. ↑  Murteira 2006, p. 122.
6. 1 2 3  Botelho de Sousa 1948, p. 94.
7. ↑  Murteira 2006, p. 124.
8. ↑  De Silva Rego, Baxter 1989, p. 194.
9. 1 2  Murteira 2006, p. 130.
10. 1 2  Arnold 2013, pp. 12-15.
11. 1 2 3 4 5 6  Parthesius, Sharfman 2020, p. 69.
12. ↑  Parthesius, Sharfman 2020, p. 68.